# B.C. Rich Warlock
B.C. Rich Warlock é uma guitarra elétrica produzida pela B.C. Rich. Possui uma forma distinta e dois pickups